# Wake the Sleeper
Wake the Sleeper è il ventunesimo album in studio del gruppo musicale progressive rock britannico Uriah Heep, uscito il 6 giugno 2008. Le registrazioni del disco sono finite nel luglio 2007.

## Tracce
1. Wake the Sleeper (Box/Lanzon) – 3:33
2. Overload (Box/Lanzon) – 5:58
3. Tears of the World (Box/Lanzon) – 4:45
4. Light of a Thousand Stars (Box/Lanzon) – 3:57
5. Heaven's Rain (Box/Lanzon) – 4:16
6. Book of Lies (Box/Lanzon) – 4:05
7. What Kind of God (Box/Lanzon) – 6:37
8. Ghost of the Ocean (Box/Lanzon) – 3:22
9. Angels Walk With You (Bolder) – 5:24
10. Shadow (Lanzon) – 3:35
11. War Child (Bolder/Gallagher) – 5:07

## Formazione
- Bernie Shaw - voce
- Mick Box - chitarra
- Phil Lanzon - tastiere
- Trevor Bolder - basso
- Russell Gilbrook - batteria